# Иван Павловић
Иван Павловић (1869 – 1943) је био српски официр.

## Биографија
Постао је пешадијски потпуковник 1909. године, а касније је био дивизијски генерал. Активна служба у војсци Краљевине Југославије му је престала 1929. године.